# Aaron Siskind

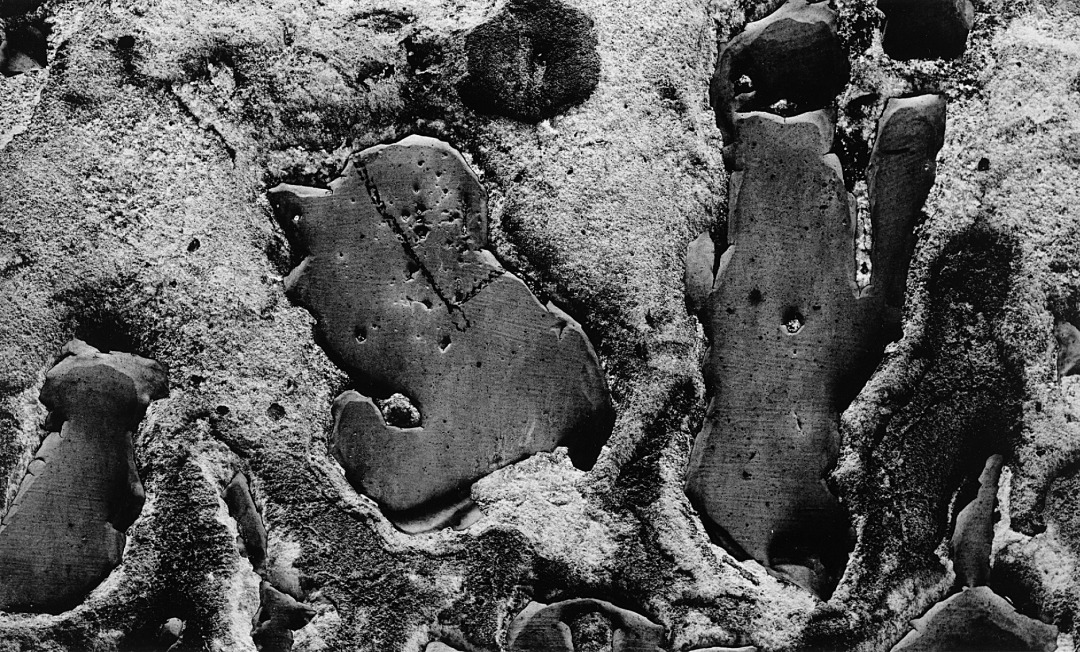
Deux empreintes, tirage gélatino-argentique, 1948.

Aaron Siskind, né le 4 décembre 1903 à New York et mort le 8 février 2001 à Providence, est un photographe américain. 
Il est considéré comme faisant partie du mouvement expressionniste abstrait. Son travail est décrit comme étant à mi-chemin entre photographie et peinture.

## Biographie
Dans son travail, Siskind met en avant des détails de nature et d'architecture. Pour lui, ce sont des surfaces lui permettant de créer de nouvelles images totalement indépendantes de leur sujet d'origine.

## Livres
- Bucks County: Photographs of Early Architecture, Horizon, 1974.
- Places: Aaron Siskind Photographs. Aaron Siskind and Thomas B. Hess. Farrar, Straus & Giroux, 1976.
- Harlem Document Photographs 1932 1940: Aaron Siskind. Matrix, 1981.
- Road Trip: Photographs 1980-1988 (Untitled 49), Friends of Photography, 1989.
- Harlem Photographs 1932-1940. Smithsonian, 1990.
- Aaron Siskind 100, PowerHouse Books, 2003.

## Expositions
- 10 décembre 1971 - 23 janvier 1972 : Aaron Siskind : photographs, Milwaukee Art Museum (MAM), Milwaukee[1].
- Aaron Siskind : cinquant'anni di fotografia, 1931-1981, Padiglione d'Arte Contemporanea (PAC), Milan, 1984[2].
- Aaron Siskind : Une autre réalité photographique, Pavillon populaire, Montpellier, du 28 novembre 2014 au 22 février 2015[3].